# Драма номер три
«Дра́ма но́мер три́» — театр драмы в городе Каменске-Уральском Свердловской области России. Старейшее учреждение профессионального искусства в городе.

## История театра
Театр был создан по распоряжению Советской власти в 1924 году как передвижной театр и в таком виде просуществовал до 1936 года. Его коллектив сформировал режиссёр Лев Эльстон, оттого театр называли «Труппа Льва Эльстона». Затем название несколько раз менялось: среди наиболее примечательных — УРРТ (Уральский рабочий реалистический театр) и Драма № 3.
Первые три года театр работал как трудовой коллектив ПосредРабИса (посредничество работников искусств), он предпринимал поездки по заводам, шахтам и рудникам Урала. Главным районом его работы в 1924—1927 гг. были города, заводы, поселки Нижнее-Тагильского, Верхнее-Камского, Свердловского округов. За три года театр дал более тысячи спектаклей на 50-ти различных сценах, обслужив свыше трехсот тысяч зрителей.
С 1927 по 1934 гг. театр работает в Сарапуле, Златоусте, Челябинске, Копейске, Тюмени, Семипалатинске и других городах.
С 1934 по 1940 гг. театр работал в городе Кабаковске/Серове, но при этом на летние гастроли театр выезжал в полном составе в другой город. За время работы в г. Кабаковске/Серове театр награждён знаменем.
Довоенный репертуар театра преимущественно составляла классика: «Овод» Э. Войнич, «Париж» Э. Золя, пьесы Н. Гоголя, А. Островского, А. Чехова, М. Горького, А. Луначарского.
В 1930-е—1940-е гг. в труппе театра работали режиссёр с большим опытом и культурой Иван Алексеевич Саламатин, актёры — Мария Николаевна Арбенина (жена И. А. Саламатина), Нина Николаевна Лаженцева, Николай Петрович Тольский, Зиновий Владимирович Бестужев, Мария Алексеевна Стрелкова, Николай Иванович Чагин, Василий Михайлович Кузнецов.
С июня 1940 года по сентябрь 1943 года театр работает в г. Нижний Тагил в клубе им. Горького, получив название Нижнетагильского драматического театра.
В 1942 году в театре работал артист МХАТа, народный артист СССР Борис Добронравов, который играл царя Федора в одноимённой пьесе «Царь Федор Иоаннович», Андрея Белугина в пьесе Островского «Женитьба Белугина». В период 1942—1943 гг. в театре работала заслуженная артистка РСФСР из московского театра им. Ленсовета Клавдия Половикова, игравшая Кручинину и Ларисы в комедиях Островского «Без вины виноватые» и «Бесприданница», герцогиню Мальборо в пьесе «Стакан воды» Скриба.
Во время Великой Отечественной войны на базе передвижного театра была создана фронтовая бригада, выезжавшая на Волховский фронт. За время Великой Отечественной войны проведено 404 спектаклей и концертов на фронте, в тылу — 798. После окончания Великой Отечественной войны 36 работников театра были награждены медалями «За доблестный труд в Великой Отечественной войне 1941—1945 гг.».
В сентябре 1943 года театру было предписано переезжать в город Каменск-Уральский. Планировалось, что переезд будет временным — только до конца войны. Причина переезда — необходимость освобождения театральной площадки для эвакуированного из Ленинграда Нового театра. 5 октября 1943 года коллектив прибыл в Каменск-Уральский, где получил название Свердловский государственный областной драматический театр. После окончания войны коллектив театра решил остаться на новом месте на постоянной основе. Театр располагался в уникальном архитектурном комплексе Старого Каменска — здании провиантских складов Каменского завода, где был оборудован зрительный зал на 360 мест. В 1947—1949 театр занимал площади только что построенного ДК УАЗ. Несмотря на то, что здание было более современным, оно не учитывало особенности театрального производства.
В 1940-е гг. репертуаре появились пьесы К. Симонова, Л. Леонова, А. Корнейчука. В 1943 и 1945 гг. театр дважды выезжает на гастроли в город Свердловск, гастроли проходят с большим творческим успехом. В составе труппы заслуженные артисты РСФСР З. В. Бестужев, Николай Герасимович Истомин, Надежда Григорьевна Сухорукова, артисты М. Н. Арбенина, В. М. Кузнецов, М. А. Стрелкова, Н. И. Чагин, Т. И. Арбенин, В. П. Маслов, Г. В. Полонский, В. Н. Верина, Г. В. Галли-Олесова, И. А. Эльский-Олесов, Ольга Яковлевна Чечура, Николай Михайлович Казарин. Художественный руководитель И. А. Саламатин, режиссёры Н. П. Тольский, М. Н. Арбенина. Приказом управления искусств при Совете министров РСФСР при драмтеатре была организована драматическая студия, работавшая один год с 1 июня 1945 года по 1 июня 1946 года.
Осенью 1949 года театр претерпел серьёзные изменения. Ведущая часть актёров, работавшая ещё в «Уральском рабочем реалистическом театре» (Бестужев, Истомин, Маслов, Чагин), во главе с режиссёрами Саламатиным и Арбениной была переведена на работу в Нижне-Тагильский театр. В штатах театра произошло сокращение за счет ведущих групп творческого состава. Только в 1951—1952 гг. удалось укрепить творческий состав театра. В него вернулся Н. Г. Истомин, пришла опытная актриса А. И. Самарина, воспитанники Уральского театрального института А. В. Суворова, А. В. Попов, З. И. Расковалова. Ведущее положение занял талантливый актёр Е. А. Тарасов и молодой растущий актёр В. Н. Казарин, Главным режиссёром театра стал Ю. В. Юровских. В этот период театр вновь возвращается к наиболее крупным современным и классическим произведениям. В 1958 году за создание ярких образов в спектаклях З. И. Расковаловой и Н. Г. Истомину присвоено звание Заслуженный артист РСФСР.
В 1960—1961 годах театр ставит такие пьесы советской драматургии, такие как «Иркутская история» А. Арбузова, «Братья Ершовы» В. Кочетова, «Люди, которых я видел» С. Смирнова, пьесы «Три сестры» Чехова, «Егор Булычев и другие» М. Горького. В этих спектаклях были заняты лучшие актёры театра: А. И. Самарина, заслуженная артистка РСФСР З. И. Расковалова, Л. А. Салтыков, С. П. Гонцов, Иван Сергеевич Греханов. Главный режиссёр театра — заслуженный деятель искусств РСФСР Ефим Викторович Островский.
В 1980—1990-е годы театром руководил Ю. Кужелев. В числе самых ярких спектаклей этого периода— «Гнездо глухаря» В. Розова и «Сцены из супружеской жизни» И. Бергмана. В театре работали Заслуженные артисты РСФСР Галина Мурашова, Владимир Запорощенко, Александр Иванов, Эдуард Шумахер, Светлана Лаптева, Вячеслав Соловиченко, Лариса Комаленкова, актёры Нина Бузинская, Геннадий Ильин.
С 1997 по 2005 год директором и художественным руководителем театра был Игорь Митюшкин. Этот период прошёл под Вахтанговским девизом «Театр — праздник». Из аварийного здания провиантских складов театр переехал на центральную улицу города, Алюминиевую, в здание бывшего ДК Строитель, сохранив, при этом все творческие коллективы ДК. Спектакли шли на большой сцене при полных залах. Каждая премьера становилась событием городского значения. Несколько спектаклей поставил режиссёр Юрий Горин (Москва). Его спектакли «Господин де Пурсоньяк» Мольера, «Стакан воды» Скриба имели огромный успех у зрителей. Режиссёр из Санкт-Петербурга из Борис Сапегин, ученик Г. А. Товстоногова и его спектакль «Провинциальные анекдоты» открыл новую страницу каменского театра. В данном спектакле проявили себя актёры Владимир Вайс и Александр Клементьев. Несколько спектаклей поставил режиссёр Александр Коробицын (Уфа, Екатеринбург). Спектакль «Орфей спускается в ад» по пьесе Т.Уильямса был номинирован на приз «Золотая маска». Спектакль «Филумена Мортурано», где главную роль исполняла актриса Екатерина Туманова, получил приз «Золотая пальма» Парижской ассоциации творческих проектов. С неизменным успехом шли спектакли режиссёра Игоря Митюшкина «Водевили», «Любовь и сардинки», «Мьсье Амилькар». Ведущими актёрами этих спектаклей были Владимир Жигалов, Вадим Ледяев, Александр Бекишев, Валерий Богослов. Театр много внимания уделял классике - «Ревизор» Гоголя с Вячеславом Юриным в главной роли, «Горе от ума» с Михаилом Мальцевым в роли Чацкого. В детских спектаклях проявили себя молодые актрисы Елена Клементьева, Анна Мальцева, Татьяна Передерина, Людмила Пахмутова.
В 2005 году, когда Театр драмы возглавила Л. Матис. Для постановок приглашались известные режиссёры Москвы, Екатеринбурга, Литвы. Спектакль «Безымянная звезда» М. Себастьяна, поставленный московским режиссёром А. Молостовым, был отмечен театральными критиками на региональном театральном фестивале «Ирбитские подмостки — 2006». Почти ежегодно театр принимает участие в областном конкурсе и фестивале «Браво!».
В декабре 2006 года Каменскому театру драмы вернули историческое название «Драма номер три».
Спектакль «Бесприданница» в постановке Артемия Николаева был приглашён на международный фестиваль «Slavija-2014» в Белград.
В марте 2016 в Каменск-Уральский приехал польский писатель и сценарист Яцек Матецкий, также имевший опыт занятий театральной режиссурой. Он поставил себе цель написать о российском провинциальном театре книгу. Я. Матецкий планировал изучать Театр драмы в течение месяца, в итоге провёл в нём почти два:
… Смотрел репетиции из-за кулис, сидел в гардеробе, побывал на юбилейных банкетах и ездил с труппой на гастроли… до самого Екатеринбурга. Кстати, я узнал, как работает российская цензура. Я видел игру великих актёров, не имеющих никакой надежды на славу, я был свидетелем скандалов и видел работу режиссёра, который из любви разрушил собственный спектакль…
Год спустя книга была издана в Польше, а ещё через год автор самолично привёз её в Каменск-Уральский. Ведутся переговоры о её российском издании.

## Труппа

### В театре работали
Артисты:
- Наталья Алексеева
- Евгений Белоногов, з. а. РФ
- Евгений Гассин
- Владимир Запорожченко, з. а. РФ
- Дмитрий Зубарев
- Ирина Ермолова, з. а. РФ
- Александр Иванов, н. а. РФ
- Геннадий Ильин[12]
- Н. Г. Истомин, з. а. РСФСР (1958)
- Н. М. Казарин, з. а. РСФСР (1956)
- В. Н. Казарин
- О. Куксовский
- Светлана Лаптева
- Вадим Ледяев
- Владимир Митрофанов
- Галина Мурашева
- Л. Овсянникова
- Владимир Осадченко
- Алексей Перов
- А. В. Попов
- Станислав Потоцкий
- Зинаида Сабурова-Расковалова, з. а. РСФСР (1958)
- А. И. Самарина
- Николай Сохарев
- А. В. Суворова
- П. Табакарь
- Е. А. Тарасов
- Екатерина Туманова
- Павел Хромовских
- Альбина Шафирова
- Иван Шмаков
- Эдуард Шумахер, з. а. РСФСР (1977)

Главные режиссёры (художественные руководители):
- Лев Эльстон (1924—1936)
- Саламатин Иван Алексеевич (1936—1942, июнь; 1944—1949)
- Тольский Николай Петрович (1942, июнь-август)
- Комаровская Надежда Ивановна (август 1942—1943)
- Ларионов Алексей Ефимович (1943)[13]
- Истомин-Костровский Владимир Владимирович (сентябрь 1943—1944)
- Юровских Юрий Владимирович (1951—1952, лето)
- В. М. Николаев (1958—1959)
- Ефим Островский (1959—1963)[14]
- Михаил Лозовский (1964—1965)
- Павел Хромовских (1965—1967)
- Ильин Александр Д. (1967—1971)
- Петров Вячеслав Семенович (1971—1975)
- Перунов Владимир Кузьмич (1975—1978)
- Михаил Апарцев (1978—1980)[15]
- Валерий Медведев (1980—1981)
- Юрий Кужелев (1981—1997)
- Митюшкин Игорь Олегович (1997—2005)
- Людмила Матис (2005—н.в.)[16]

### Действующая труппа
- Дмитрий Андреев
- Ирма Арендт (Ирина Симанова)
- Нина Бузинская
- Татьяна Васильева
- Артём Герц
- Мария Зворыгина
- Иван Ижевский
- Татьяна Ишматова
- Алексей Калистратов
- Лариса Комаленкова, з. а. РФ
- Анна Комарова
- Мария Кудрявцева
- Светлана Лаптева, з. а. РФ
- Анна Мальцева
- Инга Матис
- Олег Меньшенин
- Вячеслав Молочков
- Эмма Никитина
- Татьяна Петракова
- Елена Плакхина
- Владимир Сапин
- Владимир Скрябин
- Вячеслав Соловиченко, з. а. РФ
- Николай Усов
- Алёна Федотова
- Максим Цыганков
- Сергей Юсупов

Режиссёры:
- Александр Вахов[17]

## Руководство
- Волков Сергей Петрович (?—1937; 1938 — 22.02.1942)
- Чинарев (1937)
- Лобанов (1942, лето)
- Роднин (1942, лето)
- Абажиев-Быховский Борис Сергеевич (1944—1950)[18]
- Свидер Борис (1951—?)
- Шипилевский П. В. (1950-е)
- Хитев Александр Николаевич (?—1970)
- Кузнецова Алла Васильевна (1971—?)[19]
- Митюшкин Игорь Олегович (1997—2005)
- Колганов Александр Викторович (2005—2007)
- Чернышёв Фёдор Николаевич (2007—2010)[20]
- Матис Людмила (2010—2019)
- Мамаева Полина Сергеевна (2019—н.в.)[21]

## Репертуар прошлых лет
- "Господин де Пурсоньяк" Жан Батист Мольер. Режиссёр К.Д. Хотяновский
- "Филумена Мортурано"   Эдуардо де Филиппо. Режиссёр В. Медведев
- «Дракон» Шварц. Режиссёр Режиссёр К.Д. Хотяновский
- «Контакт» Станислав Лемм. Режиссёр И. Митюшкина
- "Стакан воды" Эжен Скриб    Режиссёр Юрий Горин
- "Меч и прялка" Реж. Александр Иванов
- "Золотой цыплёнок* Владимир Орлов. Режиссёр Г. Ильин
- " Балда" Пушкин. Режиссёр Игорь Митюшкин
- «Доходное Место» Островский. Режиссёр Александр Коробицын
- "Любовь и сардинки"  Майкл Фрейн  Режиссёр Игорь Митюшкин
- «Золотой слон» Сергей Копков
- "Провинциальные анекдоты" Вампилов Режиссёр Борис Сапегин
- "Королевство кривых зеркал"  Виталий Губарев.  Режиссёр И. Митюшкина
- "Водевили"  Вяземский, Грибоедов Режиссёр Игорь Митюшкин
- «Винни Пух» Милн. Режиссёр Валерий Богослов
- «Орфей спускается в ад» по пьесе Т.Уильямса. Режиссёр Александр Коробицын
- «Сон с продолжением» С.Михалков Режиссёр И. Митюшкина
- "Ревизор" Гоголя. Режиссёр Юрий Горин
- «Любовь – книга золотая» Алексей Толстой. Режиссёр Лаптев
- «Ночь перед Рождеством» Гоголь. Режиссёр И. Митюшкина
- «Горе от ума» Грибоедов Режиссёр Юрий Горин
- “ЗАГАДКА  курочки Рябы" Михаил БАРТЕНЕВ, Андрей УСАЧЕВ. РЕжиссёр Владимир Вайс
- "Мьсье Амилькар" Ив Жамиак.  Игорь Митюшкин
- "Макбет" Шекспир.
- «20 лет спустя» М. Светлова
- «Банкрот или Свои люди — сочтёмся» А. Островского
- «Безымянная звезда» М. Себастьяна, реж. А. Молостов
- «Берег неба» В. Асовского и Л. Зайкаускаса по мотивам рассказов Т. Гуэрры, реж. Линас Зайкаускас
- «Бесприданница» А. Островского, реж. Артемий Николаев
- «Василиса Мелентьева» А. Островского
- «Весенний день тридцатое апреля» А. Зака и И. Кузнецова
- «Гнездо глухаря» В. Розова
- «Девочка из переулка. Хэллоун» Л. Кёнига, реж. Галина Полищук
- «Дикарь» А. Касоны
- «Дон Кихот и мыльные пузыри» Е. Шварца, В. Коркии, реж. Дмитрий Михайлов
- «Доходное место» А. Островского, реж. Александр Коробицин
- «Дядя Ваня» А. Чехова
- «Жертвоприношение Елены», реж. Людмила Матис
- «Заповедник» А. Николаева по повести С. Довлатова, реж. Артемий Николаев
- «Звёзды на утреннем небе» А. Галина
- «Золотое слово» Копкова, реж. В. Савина
- «Играем в дружную семью или Гарнир по-французски» М. Камолетти, реж. Ф. Чернышёв
- «Кабанчик» В. Розова
- «Новая старая сказка» И. Симановой, реж. Ирина Симанова
- «Оранжевый ёжик», реж. Ирина Симанова
- «Оскар», реж. Дмитрий Михайлов
- «Письма к другу» А. Лиханова и И. Шур
- «Порог» А. Дударева
- «Последняя женщина синьора Хуана» Л. Жуховицкого, реж. Дмитрий Михайлов
- «Пусть она будет счастлива» Н. Птушкиной, реж. Александр Фёдоров
- «Ричард III» У. Шекспира
- «Рядовые» А. Дударева
- «С любимыми не расставайтесь» А. Володина, реж. Валерий Медведев
- «Старосветская любовь» Н. Коляды в постановке Людмилы Матис и Владимира Скрябина
- «Сцены из супружеской жизни» И. Бергмана
- «Так будет» К. Симонова
- «Ученик богатыря», реж. Алексей Самсонов
- «Филумена Мартурано» Э. де Филиппо, реж. В. Медведев
- «Эзоп» Г. Фигейреда
- «Это всё она» А. Иванова, реж. София Капилевич
- «Яма» А. Куприна, реж. Юрий Кужелев

### Современный репертуар
- «12» И. Ильфа, Е. Петрова, реж. Артём Терёхин
- «12 ночь, или Что угодно» У. Шекспира, реж. Галина Жданова
- «Баба Шанель» Н. Коляды, реж. Александр Сысоев
- «Большой подарок для самых маленьких» Л. Устинова, реж. Ирина Симанова
- «Бременские музыканты» В. Ливанова, Ю. Энтина, реж. София Капилевич
- «Волшебник изумрудного города» А. Богачёвой, реж. Александр Вахов
- «Волшебное кольцо» Б. Шергина, реж. Сергей Бондаренко
- «Голубая жизнь» М. Горького, реж. Артём Терёхин
- «Два весёлых гуся» М. Супонина, реж. Ирина Симанова
- «Женитьба» Н. Гоголя, реж. Людмила Матис
- «Золушка» Е. Шварца, реж. Ирина Симанова
- «Иван-царевич и Серый Волк» В. Маслова, реж. Пётр Зубарев
- «Кабаре „Астория“» М. Хейфеца, реж. Александр Вахов
- «Каникулы в Лукоморье» И. Губина, реж. Людмила Матис
- «Киноконцерт в театре» Е. Белоногова, реж. Евгений Белоногов
- «Кто» А. Введенского, реж. Василий Корсунов
- «Кошкин дом» С. Маршака, реж. Виктор Поцелуев, Ирина Симанова
- «Кукла наследника Тутти» Ю. Олеши, реж. Альберт Зинатуллин
- «Лавина» Т. Джюдженоглу, реж. Вячеслав Соловиченко
- «Лето и дым», реж. Георгий Цнобиладзе
- «Летучий корабль» В. Ткачука, реж. Ирина Симанова
- «Лодочник» А. Яблонской, реж. Галина Полищук
- «Маша, Мария» А. Иванова, реж. Александр Иванов
- «Не ёжик» А. Богачёвой, реж. Ирина Симанова
- «Никто не поверит» Г. Полонского, реж. Ирина Симанова
- «Обыкновенное чудо» Е. Шварца, реж. София Капилевич
- «Плачу вперёд» Н. Птушкиной, реж. Евгений Белоногов
- «Полосатый ослик» М. Супонина, реж. Ирина Симанова
- «Ретро» А. Галина, реж. Евгений Белоногов
- «Своим путём» В. Кузьминой, реж. Людмила Матис
- «Слон Хортон» Доктора Сьюза, реж. Ирина Симанова
- «У Слонёнка День рождения» Д. Самойлова, реж. Ирина Симанова
- «Финал. Дядя Ваня» А. Чехова, реж. Александр Вахов
- «Финист Ясный Сокол» Н. Коляды, реж. Александр Вахов
- «Человек из Подольска» Д. Данилова, реж. Александр Вахов

## Награды
- 2006 — «Лучшая мужская роль» конкурса «Ирбитские подмостки — 2006» — исполнителю роли Учителя Вячеславу Соловиченко (спектакль «Безымянная звезда»)[5]
- 2007 — «Лучший дуэт в драматическом театре» на конкурсе и фестивале «Браво! — 2006» — Лариса Комаленкова и Александр Иванов за роли в спектакле «Старосветские помещики»
- 2008 — диплом VII Фестиваля театров малых городов России Вячеславу Соловиченко за исполнение роли Прохора Пасечника (спектакль «Зелёная зона»)
- 2009 — диплом лауреата и статуэтка VI Международного театрального фестиваля-конкурса «Золотой конёк» — «Лучшая женская роль» Наталье Бахаревой (спектакль «Психоз. 4.48»)
- 2009 — специальный приз конкурса и фестиваля «Браво! — 2008» от «Областной газеты» за активную работу по созданию спектаклей для детей (спектакль «Поллианна»)
- 2009 — лауреат V Областного конкурса «Камертон» в номинации «Спектакль профессионального театра» (спектакль «Поллианна»)[22]
- 2010 — премия Губернатора Свердловской области за выдающиеся достижения в области литературы и искусства за 2009 год четырём создателям спектакля: режиссёру-постановщику Людмиле Матис, исполнителю роли Тевье-молочника Вячеславу Соловиченко, исполнительнице роли Голды Нине Бузинской, исполнителю роли Менахема Мендла Геннадию Ильину (спектакль «Поминальная молитва»)
- 2010 — специальный приз конкурса и фестиваля «Браво! — 2009» от Ассоциации театров Урала «За вдумчивое осмысление серьёзной нравственно-социальной проблематики» (спектакль «Поминальная молитва»)[23]
- 2012 — VI Международный фестиваль современной драматургии «Коляда-plays». Победа в номинации «Лучшая женская роль второго плана» — Алёне Федотовой за роль Тамары Ивановны (спектакль «Баба Шанель»)
- 2012 — «Лучшая женская роль» на I Межрегиональном театральный фестиваль «Зазеркалье — 2012» (Ирбит Свердловской области) — Инге Матис за роль Пеппи (спектакль «Кукарямба»)
- 2013 — премия Губернатора Свердловской области за выдающиеся достижения в области литературы и искусства за 2012 год четырём создателям спектакля: исполнителю роли Филиппа Александру Иванову, исполнительнице роли Каталины Ларисе Комаленковой, исполнительнице роли Неле Инге Матис, исполнителю роли Тиля Уленшпигеля Максиму Цыганкову (спектакль «Тиль»)
- 2013 — премия областного конкурса и фестиваля «Браво! — 2012» в номинации «Лучший спектакль в драматическом театре»; победа в номинации «Лучшая женская роль в драматическом театре» Инга Матис за роль Ларисы Огудаловой; специальная премия «И мастерство, и вдохновение…» Светлане Лаптевой; специальный приз редакции областной газеты «Уральский рабочий» Инге Матис «за яркое воплощение роли» (спектакль «Бесприданница»)[24]
- 2013 — участник XI Фестиваля театров малых городов России в Пятигорске Ставропольского края (спектакль «Бесприданница»)[25]
- 2013 — участник I Фестиваля-форума "ARTмиграция"в Москве (Спектакль «Бесприданница»)
- 2014 — участник XIII Международного фестиваля «Slavija-2014» в Белграде (спектакль «Бесприданница»)[6]
- 2014 — премия областного конкурса и фестиваля «Браво! — 2013» в номинации «Лучшая мужская роль в драматическом театре» Максиму Цыганкову за роль Бориса Алиханова (спектакль «Заповедник»)[26]
- 2014 — участник III Всероссийского фестиваля фестивалей «У Золотых ворот» в городе Владимире (спектакль «Бесприданница»)
- 2015 — премия областного конкурса и фестиваля «Браво! — 2014» в номинации «Лучшая мужская роль в драматическом театре» Геннадию Ильину за роль Глостера (спектакль «Король Лир»)[27]
- 2015 — участник XIII Фестиваля театров малых городов России в Дубне Московской области (спектакль «Король Лир»)[28]
- 2016 — длинный список федерального фестиваля «Золотая маска», список самых заметных спектаклей сезона 2014—2015 по мнению экспертного совета премии (спектакль «Лодочник»)
- 2016 — IV Межрегиональный фестиваль-конкурс «Ново-Сибирский транзит», лауреат в номинации «Лучшая работа художника» Ольга Горячева (спектакль «Лодочник»)[29]
- 2016 — премия областного конкурса и фестиваля «Браво! — 2015» в двух номинациях: «Лучшая мужская роль в драматическом театре» Ивану Шмакову за роль Сторожа; «Лучшая мужская роль второго плана в драматическом театре» Геннадию Ильину за роль Иосифа Лауреата (спектакль «Лодочник»)[30]
- 2016 — участник XIV Фестиваля театров малых городов России в Вольске Саратовской области (спектакль «Лодочник»)[31]
- 2016 — лауреат II степени VII Всероссийского фестиваля детско-юношеских театров «Театральный перекрёсток» в Екатеринбурге, актёрские дипломы вручены студийцам: Алёне Вихаревой, Ивану Серёдкину и Марии Лешуковой (спектакль студии «Завтра была война»)
- 2017 — почётная грамота Министерства культуры РФ Инге Матис «за большой вклад в развитие культуры, многолетнюю плодотворную работу»
- 2018 — длинный список федерального фестиваля «Золотая маска», список самых заметных спектаклей сезона 2016—2017 по мнению экспертного совета премии (спектакль «Девочка из переулка. Хэллоуин»)
- 2018 — лауреат I степени I Международного фестиваля камерных и моноспектаклей «Он. Она. Они» в Екатеринбурге, актёрские дипломы: «Лучшая женская роль» Татьяне Петраковой за роль Матери, «Лучшая женская роль второго плана» Татьяне Ишматовой за роль Тоффи (спектакль «Это всё она»)
- 2018 — лауреат VII Областного фестиваля взрослых любительских театров «У Демидовских ворот» в Невьянске Свердловской области (спектакль студии «Левша»)
- 2018 — премия областного конкурса и фестиваля «Браво! — 2017» в номинации «Лучшая мужская роль второго плана в драматическом театре» — Максиму Цыганкову за роль Дэвида Керка (спектакль «Девочка из переулка. Хэллоуин»)[32]
- 2018 — участник XVI Фестиваля театров малых городов России в Новороссийске Краснодарского края (спектакль «Девочка из переулка. Хэллоуин»)[33]
- 2019 — Гран-при II Всероссийского фестиваля с международным участием камерных и моноспектаклей «Он, она, они» за спектакль «Человек из Подольска» (реж. Александр Вахов)[34][35]

## Технические характеристики
Большая сцена имеет 946 мест в зрительном зале. Тип зрительного зала: партер, амфитеатр, балкон. Сама сцена: ширина зеркала сцены — 12 м, ширина сцены — 17 м, глубина сцены (от полы занавеса) — 12 м, ширина архитектурного портала — 12.5 м, высота архитектурного портала — 6.3 м, штанкетные подъёмы — 40 шт. (ручной привод), софитный подъём — 3 шт., высота до колосников — 16.8 м, диаметр круга — 11.3 м, глубина трюма — 3 м. Авансцена: ширина — 12 м, глубина — 1.6 м + закрытая оркестровая яма 2.1 м (с наклоном в 12 % к зрительному залу). Оркестровая яма: (закрывается) ширина — 2.1 м, длина — 12 м, глубина — 2.5 м. Занавес антрактно-раздвижной.
Малая сцена имеет 104 места в зрительном зале, это открытая площадка без занавеса и штанкетной системы. Тип зрительного зала — амфитеатр. Размеры сцены: ширина — 11.3 м, глубина — 8 м, высота — 6.4 м.